# 泳溪乡
泳溪乡，中国浙江省台州市天台县下辖的一个乡。

## 辖区
该乡辖有：	泳溪村、泳溪湖村、大柳溪村、四龙坑村、家湖村、东山村、半山村、岩下蒋村、岩下方村、苍华村、横山村、山里周村、三王岭村、干坑村、尖山村、北山村、紫云山村、大山村、岙溪村、灵坑村、坎头下姜村、外溪平安村、